# Ацидалійська рівнина
Acidalia Planitia (укр. Ацидалійська рівнина) — це рівнина на Марсі. Вона розташована між вулканічною провінцією Tharsis та височиною Arabia Terra на північ від долини Valles Marineris із центром у 46°42′ пн. ш. 338°00′ сх. д. / 46.7° пн. ш. 338.0° сх. д.. До цієї рівнини входить відомий регіон Кідонія на стику із сильно помережаною кратерами височиною.
Рівнина отримала свою назву від відповідної альбедо-деталі на карті, створеній астрономом Джованні Скіапареллі. Ця альбедо-деталь, в свою чергу, була названа на честь міфологічного фонтану Ацидалії.

## Геологія
Середня глибина рівнини становить від 4 до 5 км.
Рівнина має ознаки вулканічної активності. Вважається, що підґрунтя цього регіону складається в основному із чорного піску, який утворився в результаті ерозії темних базальтових порід. Під поверхнею є поклади льоду..
В далекому минулому Ацидалійська рівнина, ймовірно, була місцем, куди стікалась вода із основних ближніх водостоків, таких як долина Ares Vallis.

## У популярній культурі
У романі Енді Вейра «Марсіянин» головний герой залишається саме на цій рівнині, коли космічна місія NASA на Марсі відхиляється від плану і змушена терміново покинути планету.